# ناعومي هاريس
ناعومي هاريس (بالإنجليزية: Naomie Harris)‏ مواليد 6 سبتمبر 1976 في لندن، إنجلترا، هي ممثلة إنجليزية بدأت مسيرتها الفنية عام 1987. درست في جامعة كامبريدج.

## الأعمال

### أفلام
- بعد 28 يوما (فيلم)
- قراصنة الكاريبي: صندوق الرجل الميت (فيلم) (الدور: تيا دالما)
- قراصنة الكاريبي: في نهاية العالم (فيلم) (الدور: تيا دالما)
- سكايفول (الدور: ايفي)
- نينجا اسيسين (الدور:ميكا)

## الترشيحات والجوائز
| السنة | الحدث                               | الفئة                    | النتيجة |
| ----- | ----------------------------------- | ------------------------ | ------- |
| 2010  | جائزة ستالايت                       | أفضل ممثلة في مسلسل قصير | ترشـيـح |
| 2007  | جوائز الأكاديمية البريطانية للأفلام | نجم صاعد                 | ترشـيـح |

## روابط خارجية
- ناعومي هاريس على موقع IMDb (الإنجليزية)
- ناعومي هاريس على موقع ميتاكريتيك (الإنجليزية)
- ناعومي هاريس على موقع روتن توميتوز (الإنجليزية)
- ناعومي هاريس على موقع ألو سيني (الفرنسية)
- ناعومي هاريس على موقع أول موفي (الإنجليزية)
- ناعومي هاريس على موقع بوكس أوفيس موجو (الإنجليزية)
- ناعومي هاريس على موقع قاعدة بيانات الأفلام السويدية (السويدية)
- ناعومي هاريس على موقع إن إن دي بي (الإنجليزية)
- ناعومي هاريس على موقع قاعدة بيانات الفيلم (الإنجليزية)
- ناعومي هاريس على موقع كينوبويسك (الروسية)